# Maverick-Buying
Maverick-Buying ist ein Begriff aus dem Beschaffungsmanagement. Man spricht von Maverick-Buying, wenn Abteilungen eigenmächtig Materialien oder Dienstleistungen kaufen, ohne die Einkaufsabteilung einzubeziehen. Maverick-Buying ist die „Beschaffung außerhalb standardisierter Beschaffungswege“.

## Gründe
Als Gründe für ein derartiges unkontrolliertes Beschaffungswesen werden unter anderem genannt:
- Unkenntnis der Mitarbeiter über bestehende Beschaffungsprozesse und Rahmenverträge mit Lieferanten
- Unkenntnisse der Total Cost of Ownership, also der Gesamtkosten des beschafften Gutes
- Abteilungsegoismus (weil der beschaffende Bereich nur die Beschaffungskosten statt die Gesamtkosten trägt)
- Geschwindigkeit, Flexibilität und mangelndes Vertrauen in den offiziellen Lieferanten
- Fehlende Verfügbarkeit einer bestimmten Variante eines Materials
- Dringender Bedarf
- Fehlendes BWL- und Prozess-Verständnis der Mitarbeiter
- Schlechte Lieferantenbasis, welche an den Anforderungen der Praxis vorbei geht
- Zielkonflikte zwischen dem Einkaufsbereich und den bestellenden Abteilungen

## Folgen von Maverick-Buying
Als Folge können eine Reihe von negativen Effekten auftreten:
- Unabgestimmte Prozesse
- Fehlende Preisvergleiche
- Höhere Preise durch nicht bzw. schlecht geführte Verhandlungen und aufgrund kleiner Stückzahlen
- Nicht genutzte Preisvorteile durch Rahmenverträge
- Nachforderungen durch mangelnde Kenntnis in der Vertragsgestaltung
- Unkenntnis über die Gesamtausgaben
- Verfehlte Zielgröße für Rahmenverträge
- Höhere Kosten und mangelnde Rechtssicherheit bei Beanstandungen
- Mehrarbeit an Schnittstellen (Wareneingang, FiBu)
- Schaden der Außenwirkung des einkaufenden Unternehmens gegenüber dem Lieferanten (durch Nichteinhaltung der Prozesse)
- Unzureichende Beachtung von Informationssicherheit in der Lieferkette

Daneben können auch Vorteile aus höherer Geschwindigkeit, höherer Flexibilität, individueller Beschaffung und dem Ausnutzen von Sonderangeboten entstehen.